# Pino Zac
Pino Zac, pseudònim de Giuseppe Zaccaria (Trapani, 23 d'abril de 1930 – Fontecchio, 25 d'agost de 1985), va ser un dibuixant, director de cinema i animador italià.

## Biografia

### Període de joventut
Va néixer a Trapani de pare de Puglia i de mare d'Abruzzi. Va estudiar arquitectura a Roma, però més tard va decidir dedicar-se completament a la il·lustració. Als vint anys, el 1950, va crear Gatto Filippo, la primera tira còmica a Itàlia que va desenvolupar els temes en tires autònomes, la publicació de la qual va durar fins al 1958 al diari Paese Sera. Com a autor de còmics també va aconseguir popularitat amb Kirie & Leison i L'Orlando Furioso.
Va col·laborar els anys 1953 i 1954 amb la Pioniere, amb una sèrie de còmics i dibuixos entre els quals Sport favorito (1953) i Donato l'omino mascherato (1954)

### Els anys 60 i 70: entre cinema d'animació i revistes franceses
Es va dedicar al cinema d'animació i va començar a treballar per a diverses revistes. Va col·laborar amb Mauro Bolognini el 1964, per a la producció de dos capítols de la pel·lícula La donna è una cosa meravigliosa. L'any següent va proposar el personatge de Gatto Filippo al cinema. Codirigeix amb Franco Rossi "Viaggio di lavoro", un episodi de la pel·lícula Capriccio all'italiana de 1968 i supervisa l'animació. El 1970 va rodar, amb tècnica mixta, Il cavaliere inesistente, extret de la història homònima d'Italo Calvino. El 1973 Mario Monicelli li va confiar el paper d'un fotògraf d'esquerres sense diners a la pel·lícula Volem els coronels.
Col·labora a les publicacions franceses Le Canard enchaîné, Pilote i L'écho des savanes i funda, a Londres, la evista Playtime. Als anys setanta, a la revista Eureka dirigida per Luciano Secchi, va proposar primer la versió còmica d' Orlando furioso i després la tira Kirie & Leison, que té com a protagonistes un diable i un sacerdot i que ironitza sobre el compromís històric entre comunistes i democristians. L'any 1975 va crear la sèrie de gravats La comédie de l'art a l'escola d'impremta de Gerardo Lo Russo i va fundar el diari satíric Quaderni del Sale.

### 1977-1985: De la revistaIl MaleaL'Anamorfico
L'any 1977 amb Vauro va fundar el setmanari de sàtira política Il Male, realitzant, entre altres coses, les primeres cobertes. A principis dels anys vuitanta, va participar com a convidat en diverses emissions de l'emissora romana Tele Roma 56, la televisió del professor Bruno Zevi. Tele Roma 56 va ser determinant per a les diferents campanyes de referèndum radicals dels anys vuitanta durant les quals Marco Pannella va fer proverbials vagues de fam i set. Les escenografies de totes les emissions polítiques de l'època eren de Pino Zac.
El 1981 va il·lustrar, a França, una rara edició del Tarot, el Tarot de l'an 2000. El 1983 funda L'Anamorfico, una altra revista de sàtira política que es va publicar en 5 números, de novembre de 1983 a març de 1984. La revista estava formada per una carpeta que contenia sis fulls separats. Cadascun d'aquests s'obria tres vegades, per obtenir 4 pàgines de 43x60 cm, aproximadament la mida dels diaris de gran format de l'època, en un format que també va ser utilitzat per tots els números de Il Male quan contenia paròdies dels principals diaris de l'època. Les pàgines sovint, però no sempre, presentaven dibuixos anamòrfics. La revista va publicar dibuixos d'Yves Got, Paola Marchesin, Flavio Costantini, Furio Scarpelli així com alguns dels més grans il·lustradors europeus, i escrits d'Oliviero Beha, Oreste Del Buono, Antonio Amurri, Maurizio Costanzo, Paolo Liguori, Bruno Ballardini, Valter Vecellio, Fabio Di Iorio, Franco Valobra i altres.
En els darrers anys de la seva vida es va traslladar a Fontecchio (AQ), on va patir un atac de cor que va acabar amb la seva vida als 55 anys.

### Després de la mort
El 2015 la 72a Mostra Internacional de Cinema de Venècia ret homenatge a Pino Zac en el trentè aniversari de la seva mort amb la selecció de I fiori del male, una pel·lícula documental de Massimo Denaro amb la participació de Drahomira Biligova, Jacopo Fo, Riccardo Mannelli, Vincenzo Sparagna, Vauro, Vincino, Valter Zarroli. Resseguint la seva activitat com a director-animador, així com autor satíric en els anys de la se  va direcció del diari satíric Il Male, la pel·lícula és una denúncia dels trenta anys de silenci que han caigut sobre la memòria artística de Pino Zac. La pel·lícula està produïda pel Centro Sperimentale di Cinematografia, seu dels Abruços, i està rodada, en part, a l'última residència de Fontecchio.

## Llibres, diaris
- Pino Zac, Italiani un popolo di..., Carucci, Roma, 1961
- Pino Zac, Les dessous du Vatican, Satirix, 17, Paris, 1973.
- Pino Zac, La Vérité toute nue, Satirix, 17, Paris, 1973.
- Valter Vecellio, Pino Zac - Una vita contro, Stampa Alternativa, Roma, 2000

## Televisió
- Rai 2 - Come mai: fatti, musica e cultura dell’esperienza giovanile oggi (1977-1978)

## Filmografia

### Llargmetratges
- Gatto Filippo: Licenza d'incidere, co-dirigit per Daniele D'Anza (1965)
- Il cavaliere inesistente (1970) com a director
- Volem els coronels (1973) com a actor
- Le streghe (1967), de Luchino Visconti, Mauro Bolognini, Pier Paolo Pasolini, Franco Rossi i Vittorio De Sica. Autor dels títols.

#### Curtmetratges
- Welcome to Rome (1960)
- L'ultimo pedone (1961)
- Un uomo in grigio (1961), codirigit per  Miro Grisanti[6]
- Una vita bollata (1962)
- Uomo, superuomo, poveruomo (1962)
- Pochi, maledetti e subito (1962)
- La vita raccomandata (1963)
- Il mondo è delle donne, episodi de La donna è una cosa meravigliosa (1964)
- L’iradiddio (1965)
- Cenerentola (1966)
- Homo homini lupus (1967)
- Viaggio di lavoro, episodi de Capriccio all'italiana (1968)
- Homo telesapiens (1968)
- Il dito dell'autorità (1969)
- Radice quadrata (1969)